# Frans de Kok
Frans de Kok (* 18. Januar 1924 in Tilburg, Niederlande; † 4. Mai 2011 in Mol, Belgien) war ein niederländischer Dirigent, Arrangeur, Komponist und Musiker. Beim Eurovision Song Contest 1969 in Madrid, als vier verschiedene Nationen den Wettbewerb gewannen, leitete er das Orchester der niederländischen Siegerin Lenny Kuhr.

## Leben und Wirken

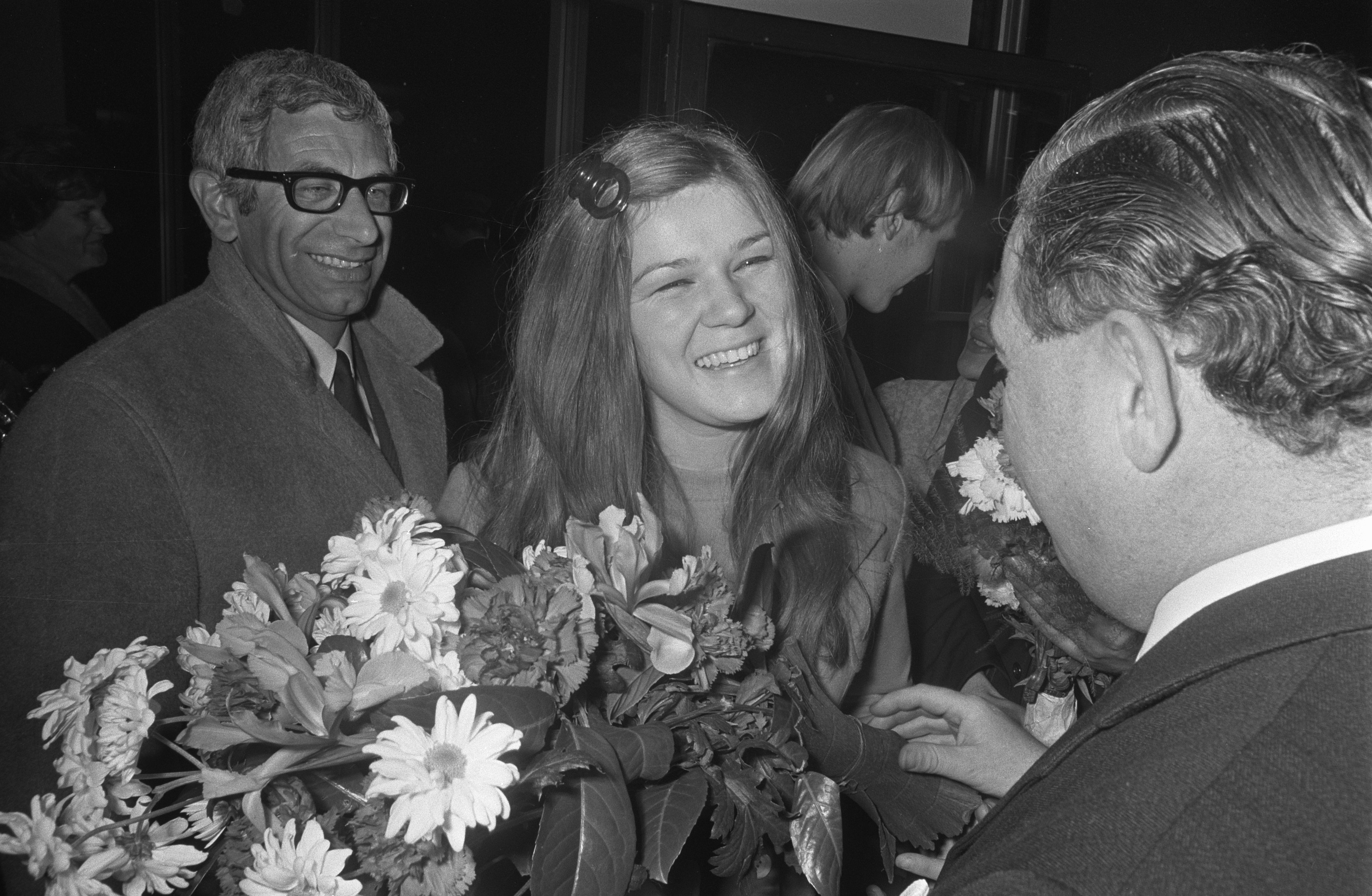
Frans de Kok (links) mit Lenny Kuhr nach dem Sieg beim Eurovision Song Contest 1969 bei der Rückkehr am Flughafen Amsterdam Schiphol

Der aus einer Tilburger Kaufmannsfamilie stammende de Kok brach im Alter von 16 Jahren seine höhere Schulausbildung ab und begann eine Kaufmannslehre. 1943 wurde er nach Deutschland gebracht, wo er Zwangsarbeit verrichten musste. Nach der Bombardierung Kölns gelang ihm die Flucht; während dieser Zeit brachte er sich selbst das Akkordeonspielen bei. Weitere Instrumente, die er sich als Autodidakt beibrachte, waren das Piano, die Gitarre, sowie der Bass. 
In den 1940ern und 1950ern spielte und arrangierte er für das „Joe Andy Orchester“, ein Jazzorchester, mit dem er unter anderem durch die Niederlande und das damalige Westdeutschland (vorwiegend für dort stationierte US-Truppen spielend) sowie die Schweiz tourte. 1957 kam er zu De Zaaiers, einem Radio-Orchester der AVRO, das im April 1952 unter der Leitung von Jos Cleber gegründet wurde. In weiterer Folge arbeitete er jahrelang an diversen Musikprojekten im niederländischen Fernsehen und wurde im Jahr 1962 von Rudi Carrell gebeten, bei dessen Shows mit eigenem Orchester als Dirigent mitzuwirken. Vor allem ab dieser Zeit schrieb de Kok die Arrangements für die Carrell-Shows und zahlreiche weitere Fernsehprogramme. Während dieser Zeit arbeitete er auch mit diversen niederländischen Künstlern, darunter Boudewijn de Groot, an dessen Debütalbum er beteiligt war. 
1964 gewann er mit der eigens für diesen Wettbewerb von Rudi Carrell geschaffenen De Robinson Crusoë Show, mit der Carrell über die Grenzen seines Heimatlandes internationale Bekanntheit erlangte, die Silberne Rose von Montreux. Ein Jahr später leitete er das Orchester der Show Grand Gala du Disque. Im Jahr 1969 sprang de Kok für Dolf van der Linden ein, nachdem dieser die niederländische Teilnahme am Eurovision Song Contest 1969 in Madrid verweigerte. Beim späteren Wettbewerb, bei dem vier Nationen als Sieger hervorgingen, gewann de Kok als Orchesterleiter mit der niederländischen Sängerin Lenny Kuhr. 
Um diese Zeit legte er seine Arbeiten für den öffentlichen Rundfunk nieder und konzentrierte sich auf den Ausbau niederländischer Plattenläden. Bereits 1967 eröffnete er dabei seinen ersten Plattenladen in seiner Heimatstadt Tilburg. Nachdem er über einen kurzen Zeitraum eine profitable Kette an Plattenläden aufgebaut hatte, verkaufte er diese im Jahr 1980 und spezialisierte sich vorwiegend auf den Vertrieb von Software. Im Jahr 1998 ging Frans de Kok 74-jährig und in Balen-Wezel in der Provinz Antwerpen lebend in den Ruhestand. De Kok, der aufgrund seines freundlichen Charakters den Beinamen „Vater der weinenden Sänger“ erhielt, starb am 4. Mai 2011 87-jährig in der Gemeinde Mol in Belgien.